# World War Three
"World War Three" (intitulado "Terceira Guerra Mundial" no Brasil) é o quinto episódio da primeira temporada da série de ficção científica britânica Doctor Who, transmitido originalmente através da BBC One em 23 de abril de 2005. É a segunda de uma história dividida em duas partes, sendo a conclusão de "Aliens of London" na semana seguinte. Ambos foram escritos por Russell T Davies e dirigidos por Keith Boak.
No episódio, ambientado em Londres, o alienígena viajante do tempo conhecido como o Doutor (Christopher Eccleston) e sua acompanhante Rose Tyler (Billie Piper) se unem ao namorado dela, Mickey Smith (Noel Clarke), sua mãe Jackie (Camille Coduri) e à membra do parlamento Harriet Jones (Penelope Wilton) para frustrar o plano da família alienígena Slitheen de vender a Terra para fins comerciais. Os Slitheen, que se infiltraram no Governo do Reino Unido, planejam fazer com que as Nações Unidas liberem códigos de ativação nuclear para que possam desencadear a Terceira Guerra Mundial na Terra e vender os restos do planeta.
"World War Three" foi assistido por 7,98 milhões de espectadores no Reino Unido na transmissão inicial e recebeu críticas geralmente mistas.

## Enredo

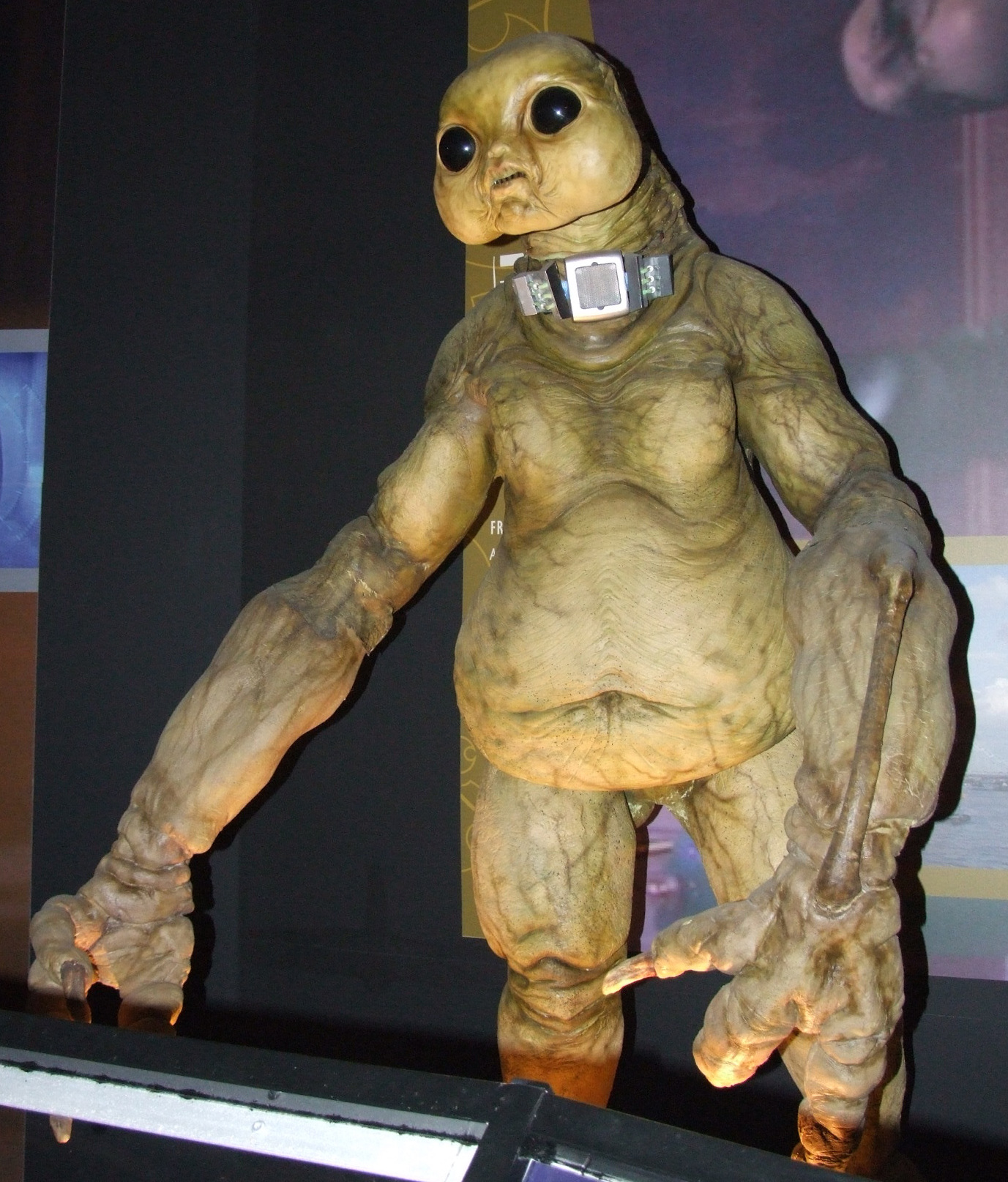
Os Slitheen vistos no episódio em exposição na Doctor Who Experience

Mickey consegue afastar o inspetor de polícia Slitheen impostor que avança sobre Jackie em seu apartamento. Escapando do pulso elétrico dos alienígenas na 10 Downing Street, o Doutor tenta alertar a polícia, mas quando retorna, os Slitheen voltam para seus trajes humanos. O Doutor escapa para os andares superiores e se reúne com Rose e Harriet nas Salas do Gabinete. Pouco antes de fechá-las, o Doutor confronta os Slitheen e descobre que eles são uma família e não uma raça, e eles dizem a ele que não estão invadindo a Terra, mas atacando-a para algum propósito comercial.
Ao entrar em contato com Mickey, o Doutor lhe dá instruções sobre como fazer login no site da UNIT em seu computador e usa as informações para determinar que a nave Slitheen está atualmente no Mar do Norte transmitindo um sinal. Depois que ele também descobre que os Slitheen são fracos contra ácido acético, Jackie e Mickey usam pepinos, cebolas e ovos em conserva do apartamento de Mickey para matar o Slitheen que estava se passando pelo inspetor de polícia.
Green e os outros Slitheen declaram uma emergência nacional e solicitam que as Nações Unidas liberem os códigos de ativação para lançar um ataque nuclear contra uma nave-mãe fictícia. O Doutor percebe que os Slitheen realmente planejam disparar as armas contra outros países para começar a Terceira Guerra Mundial e que planejam vender os restos radioativos da Terra como fonte de combustível, que eles já começaram a anunciar através do sinal. Depois da insistência de Harriet, o Doutor ajuda Mickey a hackear os controles de um submarino da Marinha Real Britânica para disparar um míssil contra a 10 Downing Street, embora não tenha certeza se eles sobreviverão. Os Slitheen são pegos na explosão quando o míssil atinge o local, mas o Doutor, Rose e Harriet sobrevivem. Com o Primeiro-Ministro morto, o Doutor sugere que Harriet poderia se candidatar ao cargo.
O Doutor dá a Mickey um CD para carregar na internet que removerá todas as menções a ele da web. Ele também oferece a Mickey a chance de viajar com ele, que recusa ao admitir que tem muito medo de lidar com isso. Ele pede ao Doutor para não contar a Rose sobre suas preocupações. Ela chega com uma mochila cheia e pergunta ao Doutor se Mickey pode ir junto, mas ele nega.

## Produção
De acordo com Russell T Davies (entre outros), este episódio foi chamado de "Aliens of London, Part Two" até o último minuto, quando o nome foi alterado para "World War 3", logo alterado para "World War Three".